# Владіс-Еммерсон Іллой-Айєт
Владіс-Еммерсон Іллой-Айєт (або Владіс-Емерсон Іллой-Айет; нар. 7 жовтня 1995, Одеса, Україна) — український (до 2017 року) та конголезький футболіст, захисник російського клубу «Урал» і національної збірної Республіки Конго.

## Клубна кар'єра
Вихованець СДЮШОР «Чорноморець» (Одеса). За молодіжну команду «Чорноморця» дебютував 2 березня 2012 року в домашній грі з «Іллічівцем». Виступав за юнацьку (U-19) та молодіжну (U-21) команди одеситів, проте пробитися до основної команди «Чорноморця» не зумів.
У лютому 2015 року після закінчення терміну контракту з одеським клубом Іллой-Айєт провів тренувальні збори і підписав контракт з львівськими «Карпатами». Вже наступного місяця гравець відправився в оренду до клубу «Нива» (Тернопіль), за який провів у першій лізі 12 матчів.
В серпні 2015 року став гравцем донецького «Олімпіка», в складі якого провів за три роки 40 матчів у прем'єр-лізі та 4 — в кубку України.
У червні 2018 року перейшов до данського «Вайле». Сума трансферу склала 265 тис. євро.
4 липня 2019 року на правах оренди перейшов до складу гонконзького клубу R&F. За клуб зіграв 2 матчі у чемпіонаті Гонконгу й у січні 2020 року був відданий в оренду в російський «Армавір» до кінця сезону 2019/20. 15 квітня «Армавір» знявся з ФНЛ у зв'язку з неможливістю пройти ліцензування на наступний сезон й Іллой-Айєт повернувся у Данію.
У 2021 році підписав контракт з російським клубом «СКА-Хабаровськ», який виступав у ФНЛ. Разом з клубом посів 4 місце, проте команда програла в стикових матчах й залишилася у другому за силою дивізіоні Росії на наступний сезон.
31 травня 2022 року підписав контракт з клубом російської Прем'єр-ліги — «Урал» (Єкатеринбург).

## Кар'єра в збірних
Владіс-Еммерсон викликався на збори юнацької (U-17, у 2012 році) та молодіжної (у 2015 році) збірних України, проте жодного разу не потрапляв до їхніх заявок на матч і не провів за них жодної гри.
22 серпня 2017 року вперше отримав виклик від тренера національної збірної Республіки Конго, Себастьяна Міньє, на матчі кваліфікації до чемпіонату світу 2018 року проти збірної Гани. Дебютував за збірну 5 вересня, вийшовши у стартовому складі. На 43-й хвилині матчу відзначився дебютним голом, скориставшись гольовою передачею Фабріса Ондама й зробивши рахунок 1:2 на користь Гани. У перерві між таймами був замінений на Прінса Оніянге. Матч скінчився поразкою конголезців з рахунком 1:5.
Наступний матч за збірну зіграв більше, ніж через три роки, провівши 90 хвилин у програному (0:1) товариському матчі проти збірної Гамбії 16 листопада 2020 року. Ще через три роки зіграв третю гру за Конго, яке цього разу поступилося Замбії з рахунком 2:4.

## Сім'я
Батько, Мішель Іллой-Айєт — виходець із Конго, переїхав до Одеси наприкінці 1980-х років, станом на 2012 рік очолював громадську організацію «Співдружність африканських біженців і іммігрантів».